# تجمع بدو مهنة (المكلا)

تعديل مصدري - تعديل

تجمع بدو مهنة هي إحدى قرى عزلة المكلا بمديرية المكلا التابعة لمحافظة حضرموت، بلغ تعداد سكانها 49 نسمة حسب تعداد اليمن لعام 2004.